# 隊歌
隊歌（たいか）とは、軍隊において隊員らに歌われている軍歌。

## 自衛隊歌
主に自衛隊内で、士気を高めるために歌われる歌。
- この国は　作詞:大関民雄　作曲:古関裕而
- 栄光の旗の下に　作詞:赤堀達郎　作曲:古関裕而
- 君のその手で　作詞:西沢爽 作曲:古関裕而
- 聞け堂々の足音を　作詞:梅津統秋 作曲:古関裕而
- 栄光の自衛隊　作詞:三村治朗 作曲:佐藤長助
- 治安の護り　作詞:井戸徳男 作曲:堀内敬三
- 理想の歌　作曲:服部良一
- 男の群れ　作曲:佐久間裕
- 山よ海よ空よ　作詞:田邊尊文 作曲:村井邦彦　自衛隊創隊三十周年記念歌。

海上自衛隊歌
- 海をゆく　作詞：佐久間正明　作曲：古関裕而（旧版）　作詞：松瀬節夫（新版）　一般公募し、当選。
- 海のさきもり　作詞：江島鷹夫　作曲：山田耕作　海上自衛隊の儀礼曲であり、自衛艦旗授与式などで使用される。

上記の他に、部隊の結束を深める事を目的に各方面隊や師団・連隊が部隊独自の「隊歌」を制定している。